# Johannes Zopke
Johannes Friedrich Wilhelm Zopke (* 11. Juni 1866 in Berlin; † 25. August 1918 in Hamburg) war ein deutscher Ingenieur und Schuldirektor.

## Leben und Wirken
Johannes Zopke war ein Sohn von Wilhelm Karl Julius Zopke und dessen Gattin Mathilde Caroline Auguste, geborene Schmidt. Der Vater arbeitete als Oberstadtsekretär in Berlin, wo Johannes Zopke das Luisenstädtische Realgymnasium besuchte und mit dem Abitur abschloss. Danach studierte er Maschinenbau-Ingenieurwesen und Elektrotechnik an der TH Charlottenburg. Nach einem „praktischen Jahr“ bei den königlichen Eisenbahnwerkstätten und im Unternehmen Borsig erhielt er 1890 ein Staatsexamen mit Auszeichnung. Danach leistete er Militärdienst und ließ sich in einem Jahr zum Bauführer ausbilden. Während dieser Zeit reichte er einen Beitrag zu einem Wettbewerb des Vereins deutscher Maschinen-Ingenieure ein, der „Beuth-Konkurrenz“ suchte. Da er den 1. Preis erhielt, musste er keine schriftliche Arbeit einreichen, um als Baumeister zugelassen zu werden. Das Baumeisterexamen erhielt er 1894.
Zopke erhielt ein staatliches Stipendium, das er für eine Studienreise nutzte, die ihn im Sommer 1894 in die USA führte. Hier beschäftigte er sich mit dem Einsatz von Elektrobahnen. Ende 1895 erhielt er einen Ruf auf eine Professur an die George Washington University, wo er bis Herbst 1897 unterrichtete. Danach ging er nach Deutschland und arbeitete anfangs für die Farbwerke Hoechst, später in leitender Position bei einem Berliner Unternehmen. Er engagierte sich im Verein Berliner Kaufleute und Industrieller und gehörte ein Jahr dem Kaufmannsgericht in Berlin als Beisitzer an. In Berlin heiratete er am 1. April 1901 Elisabeth Gleim, deren Vater Oberregierungsrat war und mit der er zwei Töchter hatte.

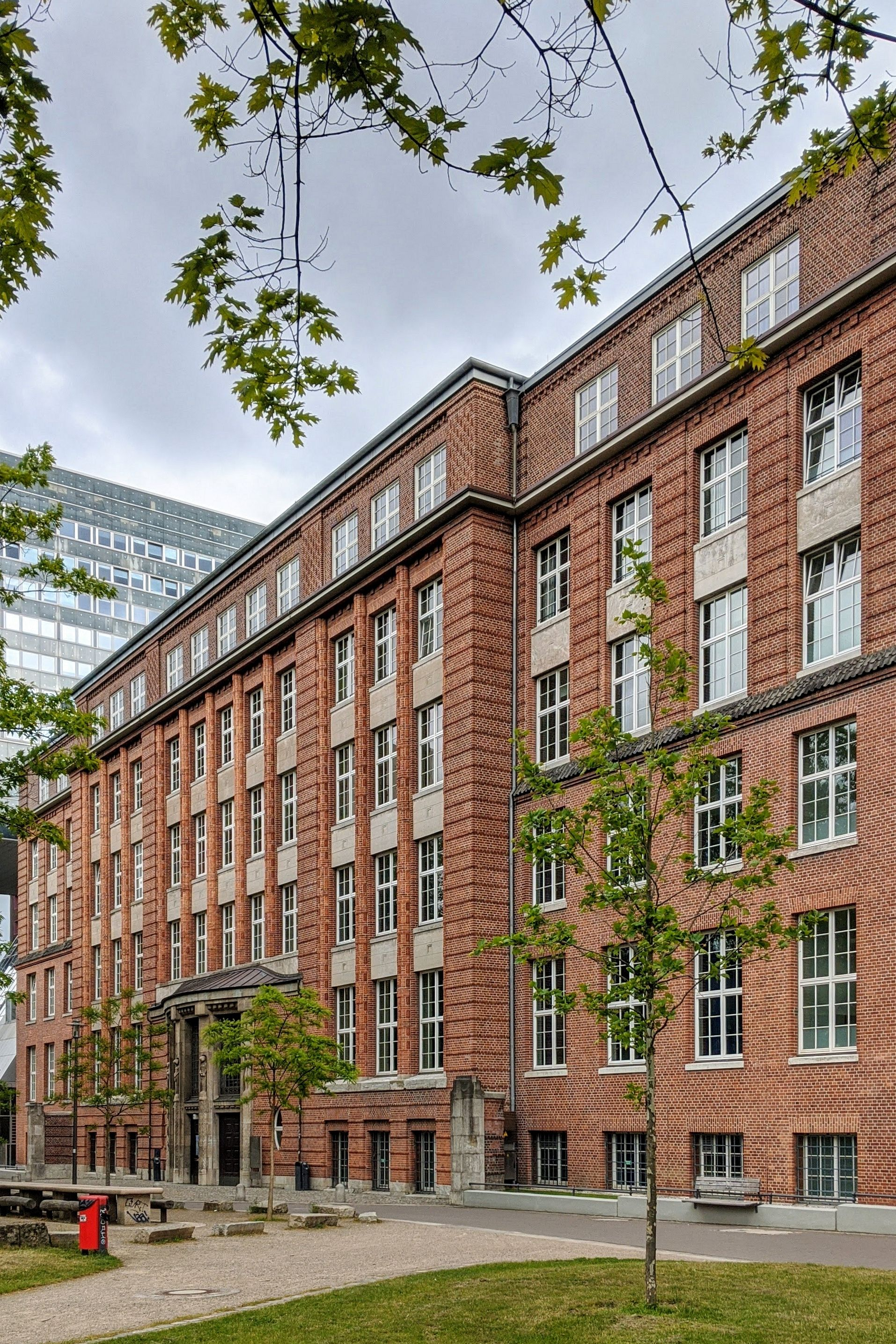
Technikum am Berliner Tor, heute Hauptgebäude der HAW Hamburg

Am 1. Januar 1907 erhielt Zopke einen Ruf des Technikums aus Hamburg. Dieses ging auf die Allgemeine Gewerbeschule zurück und existierte seit dem 1. April 1905 als selbstständige höhere Bildungseinrichtung. Das Technikum (offiziell Technische Staatslehranstalten), das sich bis 1914 am Steintorplatz befand, vermittelte Wissen in Maschinen-, Schiff- und Schiffsmaschinenbau und Elektrotechnik. Es ist eine der Vorgängereinrichtungen der heutigen Hochschule für Angewandte Wissenschaften Hamburg (HAW). Nach dem Dienstbeginn am 1. März 1907 wurde Zopke am 8. Juni 1907 zum Professor befördert.
Da die Räumlichkeiten am Steintorplatz als nicht mehr zeitgemäß galten und die Bildungseinrichtung ihr Niveau steigern wollte, plante die Verwaltung des Gewerbeschulwesens seit 1901 einen Neubau. Gemeinsam mit der Schulverwaltung unter Leitung von Adolph Stuhlmann setzte sich Zopke gegen den Willen der Finanz- und Baubehörden durch, die einen großen Neubau zunächst abgelehnt hatten. So entstand während seiner Dienstzeit ein neues Gebäude nach Plänen von Fritz Schumacher, das am Berliner Tor zu finden ist.
Neben der Tätigkeit als Direktor initiierte Zopke das in Deutschland erste Allgemeine Vorlesungswesen. Dieses bot berufstätigen Ingenieuren Weiterbildungsmöglichkeiten. Der Unterricht fand ab dem 1. November 1910 in der Allgemeinen Gewerbeschule statt und wechselte später in das Hauptgebäude des Technikums. Das hoch angesehene Konzept fand Nachahmer unter anderem in Berlin und Chemnitz.
Seit 1914 litt Zopke an einer schweren Krankheit. Am 30. April 1918 bat er die Schulverwaltung, zum 1. April 1919 in Ruhestand gehen zu dürfen. Er starb jedoch vor diesem Termin im August 1918.